# Czerwone słoneczko
Czerwone słoneczko – piosenka polskiego zespołu 2 plus 1 z albumu Nowy wspaniały świat (1972).

## Informacje ogólne
Utwór pochodzi z debiutanckiej płyty 2 plus 1, Nowy wspaniały świat. Muzykę skomponował Jerzy Mart, natomiast słowa napisali Stanisław Werner i Mirosław Łebkowski. Piosenka stała się jednym z największych przebojów w karierze zespołu.

## Teledysk
Do piosenki powstał plenerowy teledysk, nakręcony w Katowicach, m.in. na rondzie gen. Jerzego Ziętka, przy Pomniku Powstańców Śląskich.

## Pozycje na listach przebojów
| Lista                       | Pozycja |
| --------------------------- | ------- |
| Non Stop                    | 3       |
| Lista Przebojów Studia Rytm | 1       |